# Championnat de France des rallyes 1981
Navigation
Édition précédente Édition suivante
Le championnat de France des rallyes 1981 fut remporté par Bruno Saby sur une Renault 5 Turbo.

## Rallyes de la saison 1981
| N° | Dates                     | Rallye                    | Vainqueur           | Copilote          | Voiture         |
| 1  | 27 février-28 février     | Rallye Lyon-Charbonnières | Bruno Saby          | Joseph Sévelinge  | Renault 5 Turbo |
| 2  | 21 mars-22 mars           | Critérium de Touraine     | Bernard Darniche    | Alain Mahé        | Lancia Stratos  |
| 3  | 11 avril-12 avril         | Critérium Alpin           | Francis Vincent     | Willy Huret       | Porsche 911 SC  |
| 4  | 30 avril-2 mai            | Tour de Corse             | Bernard Darniche    | Alain Mahé        | Lancia Stratos  |
| 5  | 15 mai-17 mai             | Rallye de Lorraine        | Bruno Saby          | Françoise Sappey  | Renault 5 Turbo |
| 6  | 30 mai-31 mai             | Rallye du Mont-Blanc      | Bruno Saby          | Françoise Sappey  | Renault 5 Turbo |
| 7  | 12 septembre-14 septembre | Tour de France automobile | Jean-Claude Andruet | Chantal Bouchetal | Ferrari 308 GTB |
| 8  | 16 octobre-18 octobre     | Rallye d'Antibes          | Francis Vincent     | Willy Huret       | Porsche 911 SC  |
| 9  | 14 novembre-15 novembre   | Critérium des Cévennes    | Jacques Alméras     | Christian Gilbert | Porsche 911 SC  |
| 10 | 27 novembre-29 novembre   | Rallye du Var             | Dominique de Meyer  | Dominique Brezot  | Renault 5 Turbo |

## Classement du championnat
| Place | Pilote              | Voiture                 | Points | 1   | 2   | 3   | 4   | 5   | 6   | 7   | 8   | 9  | 10  |
| ----- | ------------------- | ----------------------- | ------ | --- | --- | --- | --- | --- | --- | --- | --- | -- | --- |
| 1er   | Bruno Saby          | Renault 5 Turbo         | 105    | 1er | 2e  | 2e  | ab  | 1er | 1er | ab  | 2e  |    |     |
| 2e    | Jean-Pierre Ballet  | Porsche 911 SC          | 82     |     |     |     | 4e  |     | 4e  | 5e  |     | 4e | 5e  |
| 3e    | Jean-Louis Clarr    | Opel Ascona 400         | 79     | 2e  | 3e  |     | ab  |     | 2e  | ab  |     |    | 4e  |
| 4e    | Francis Vincent     | Porsche 911 SC          | 61     |     |     | 1er | ab  | ab  |     | 4e  | 1er |    | 2e  |
| 5e    | Bernard Darniche    | Lancia Stratos & BMW M1 | 58     |     | 1er |     | 1er |     |     | 2e  |     |    | ab  |
| 6e    | Dominique de Meyer  | Renault 5 Turbo         | 54     |     |     | 3e  |     | 3e  |     | ab  |     | 2e | 1er |
| 7e    | Jean-Claude Sola    | Renault 5 Alpine        | 52     |     |     | 7e  |     |     | 10e | 10e | ab  | 8e | 6e  |
| 8e    | Alain Oreille       | Opel Kadett GTE         | 43     |     | 10e | 8e  |     |     | 8e  |     | 7e  | 9e | ab  |
| 9e    | Guy Chasseuil       | Volkswagen Golf GTI     | 43     | 3e  | 7e  | ab  |     | 7e  | ab  |     | 8e  |    |     |
| 10e   | Jean-Claude Andruet | Ferrari 308 GTB         | 40     |     |     |     | ab  |     |     | 1er |     |    | ab  |

### Autres championnats/coupes sur asphaltes
Championnat de France des rallyes 2e Division : 
1er Jean-Claude Vaucard sur Talbot Sunbeam Lotus